# Heterosphecia robinsoni
Heterosphecia robinsoni is een vlinder uit de familie wespvlinders (Sesiidae), onderfamilie Sesiinae.
Heterosphecia robinsoni is voor het eerst wetenschappelijk beschreven door Kallies in 2003. De soort komt voor in het Oriëntaals gebied.